# Midland Air Museum
Le Musée aéronautique des Midlands (MAM) se trouve à la sortie du village de Baginton, dans le Warwickshire, en marge de l'aéroport de Coventry. Il consacre une halle entière, le Frank Whittle Jet Heritage Centre, au pionnier anglais de la propulsion par réaction.

## Appareils visibles dans ce musée
Les deux plus gros avions exposés dans ce musée sont un Avro Vulcan B.2 restauré et un Armstrong Whitworth Argosy AW.650 (series 101). L'Avro Vulcan est un avion à ailes delta qui faisait partie des V bombers britanniques. Doté de la frappe nucléaire, il était une composante de la contribution britannique aux forces de dissuasion de l'OTAN durant la Guerre froide. Il est stationné sur le parking du musée, aux côtés d'un missile Avro Blue Steel, arme nucléaire de première génération, et d'un Boulton Paul BP.111A, avion experimental à ailes delta des années 1950.

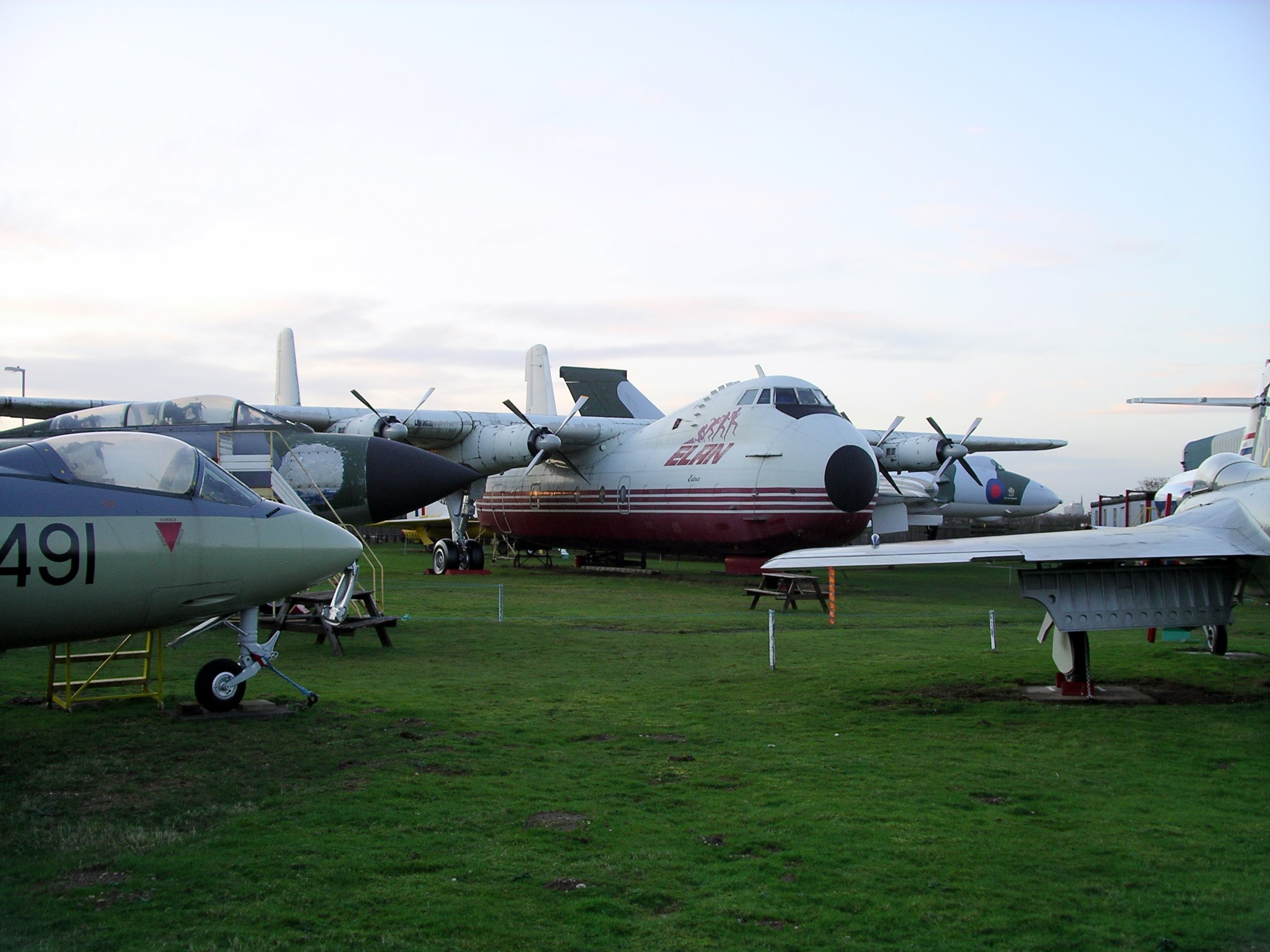
Armstrong Whitworth Argosy AW.650 (ex. registration G-APRL)
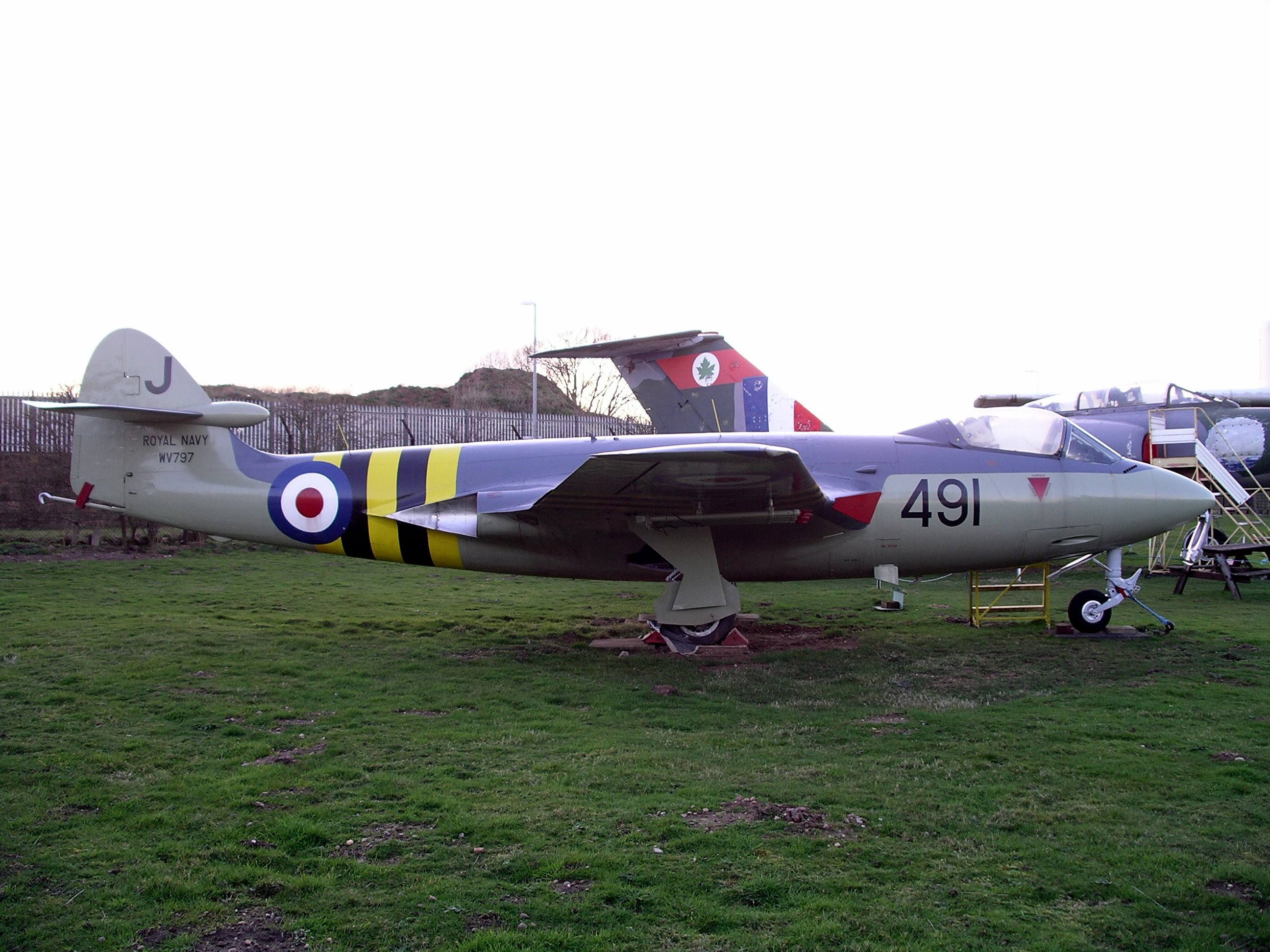
Armstrong Whitworth Sea Hawk FGA.6 (ex-série WV797)
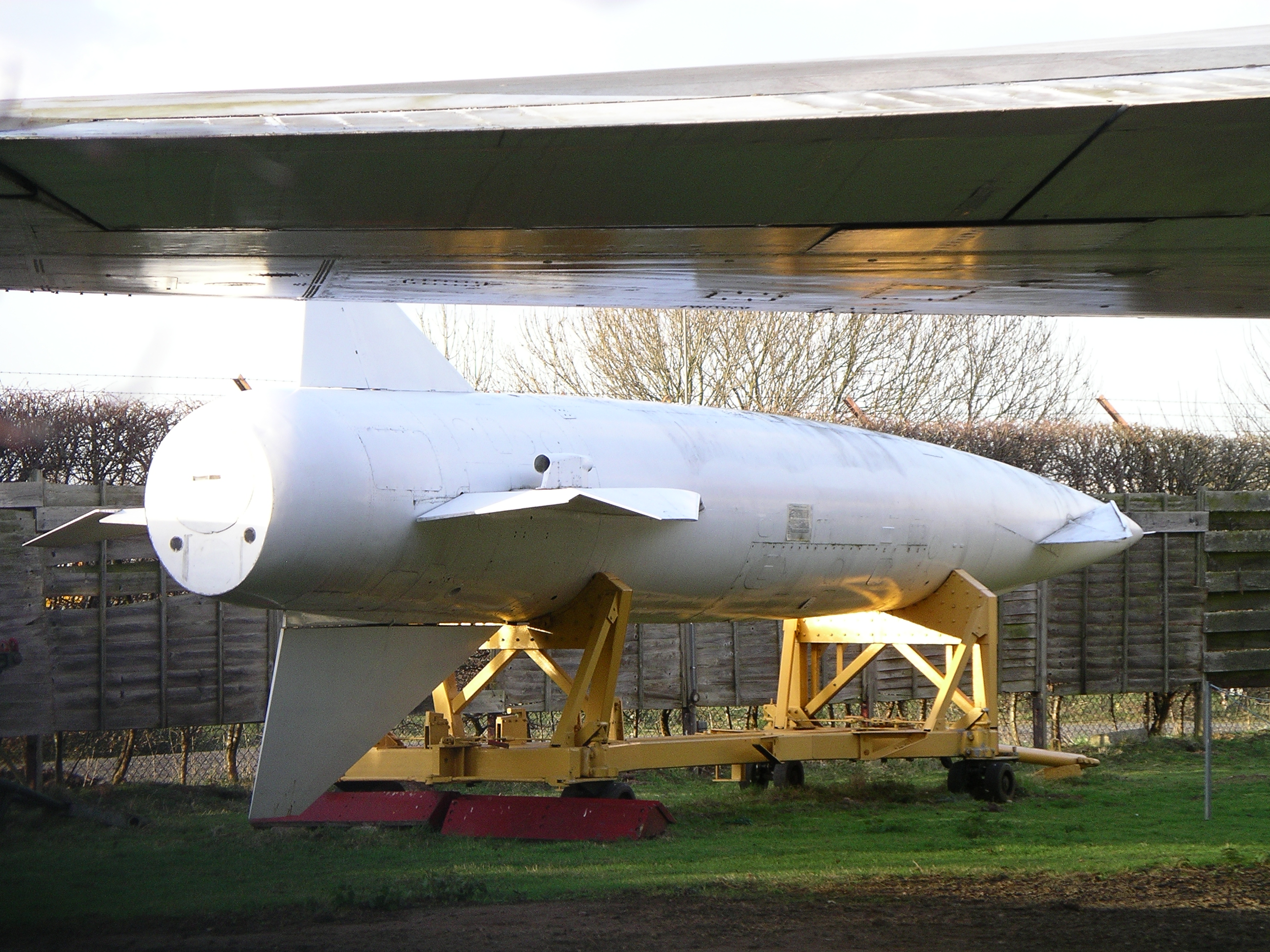
Missile nucléairee Avro Blue Steel (cf. infra Avro Vulcan)
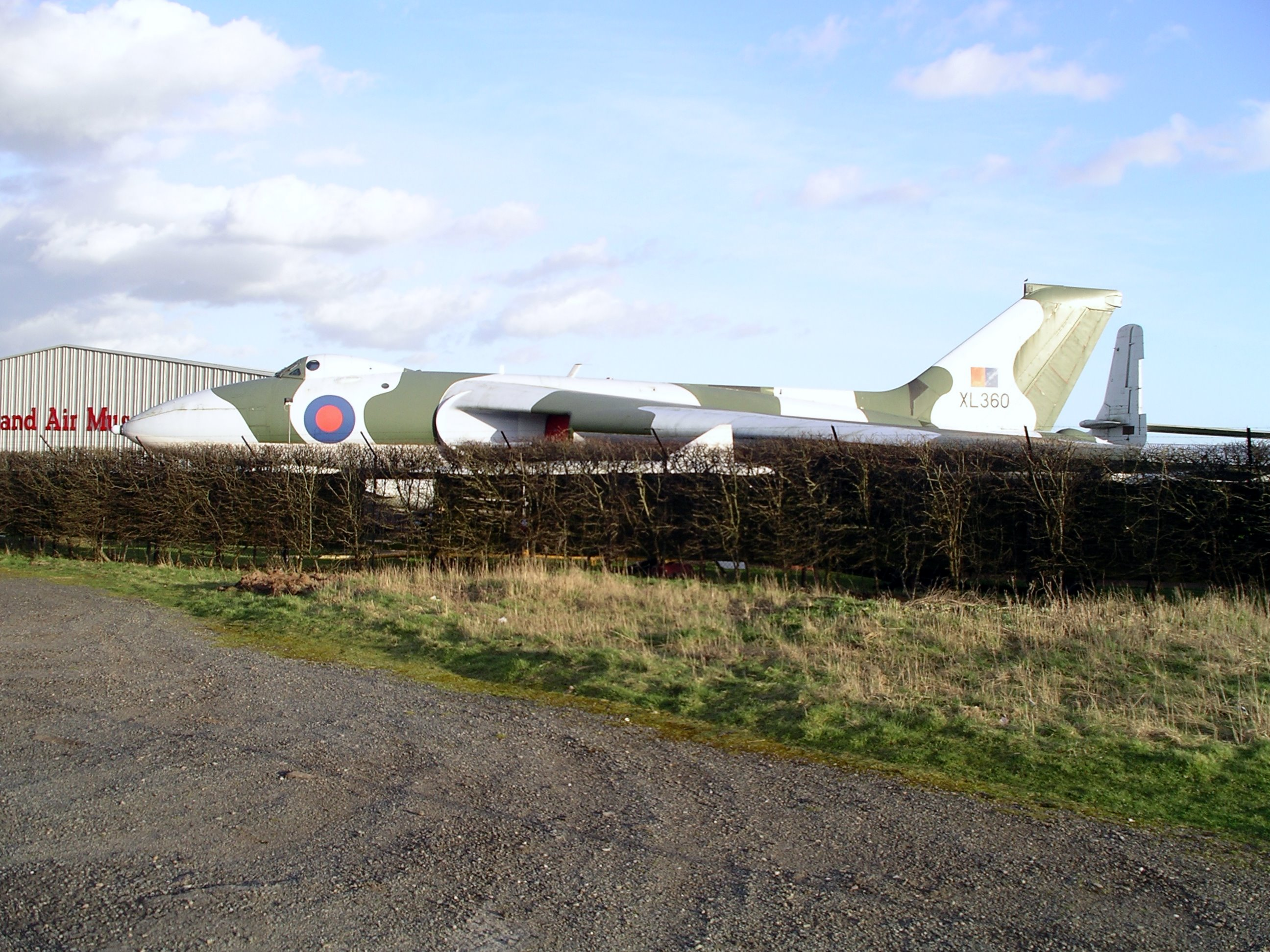
Avro Vulcan B.2 (ex-série XL360)
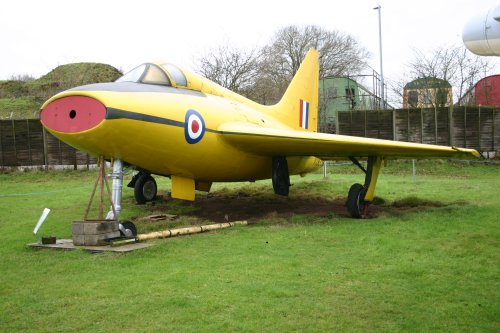
Boulton Paul BP.111A (ex-série VT935).
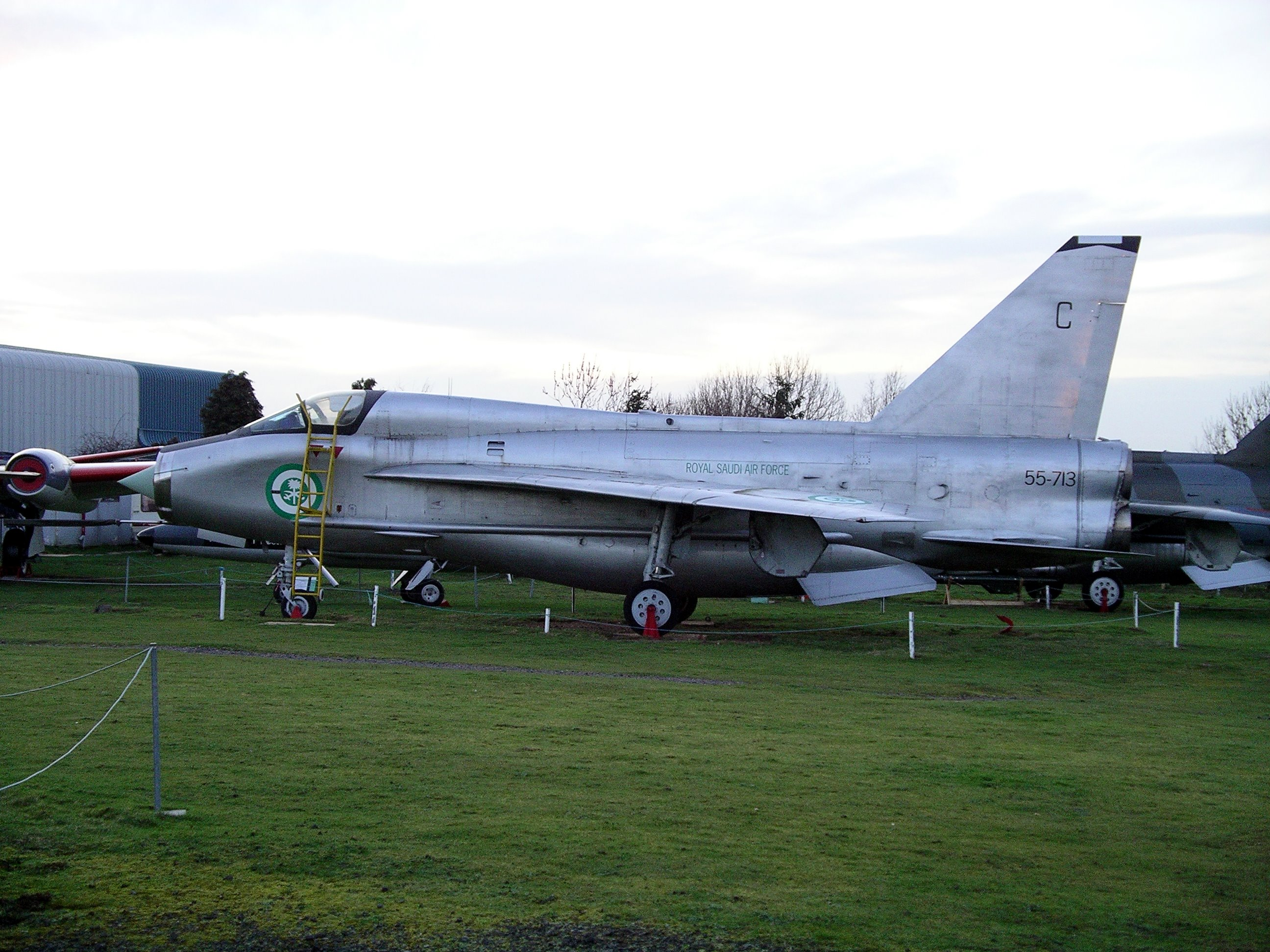
English Electric Lightning T55 (ex-série 55-713)
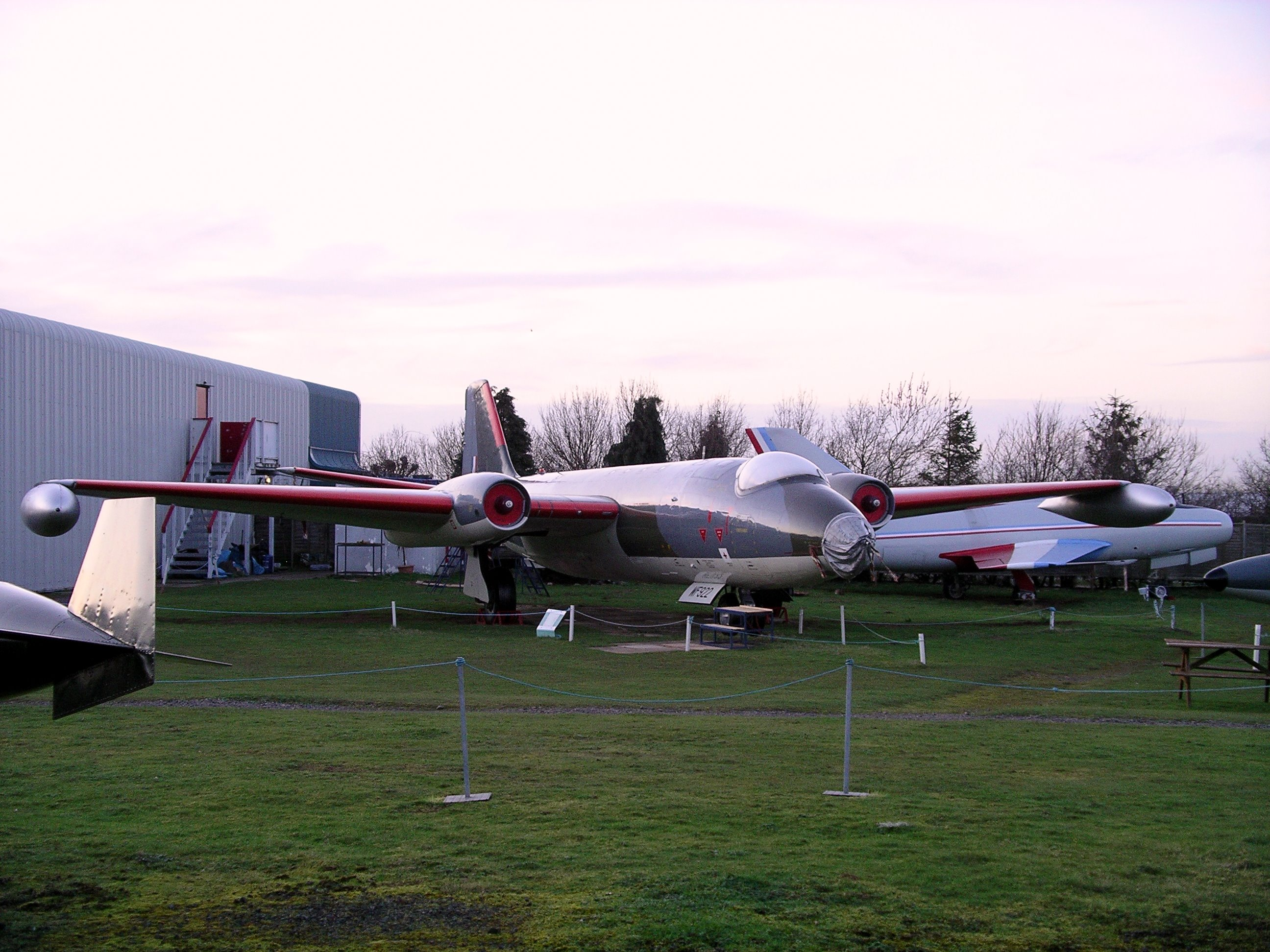
English Electric Canberra PR3 (ex-série WF992)
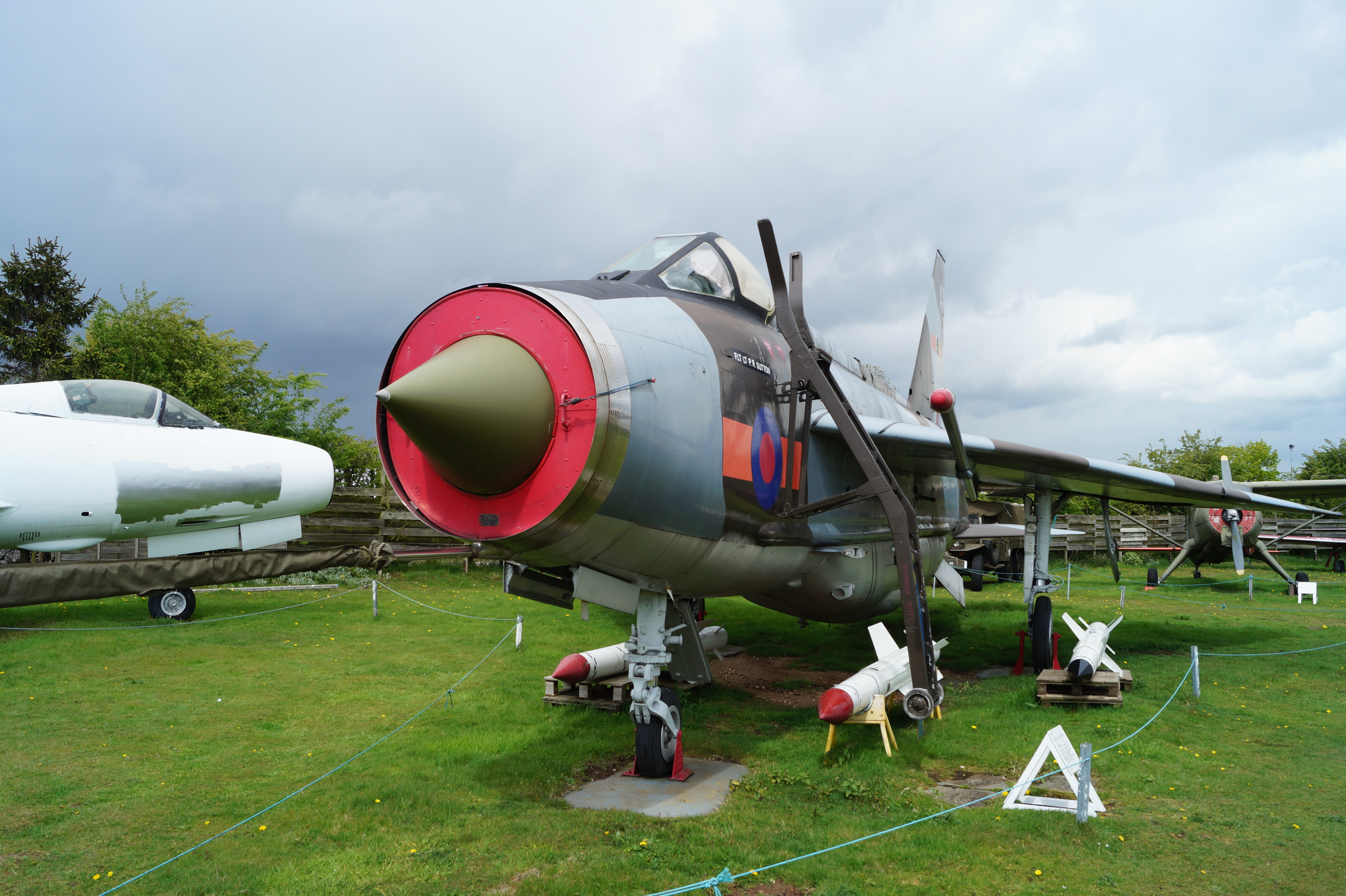
BAC Lightning F.6 ex-série XR771
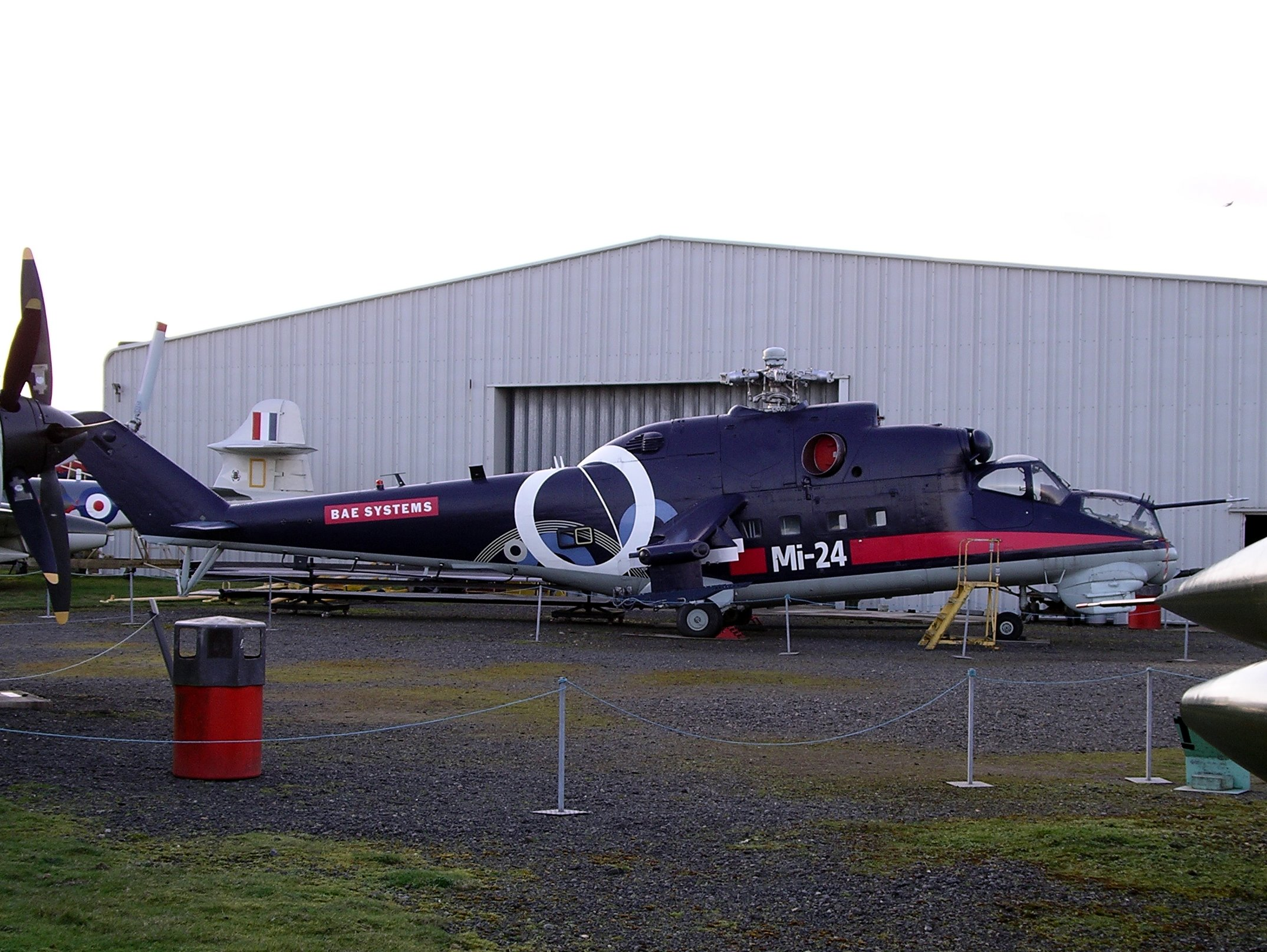
Hélicoptère Mil Mi-24
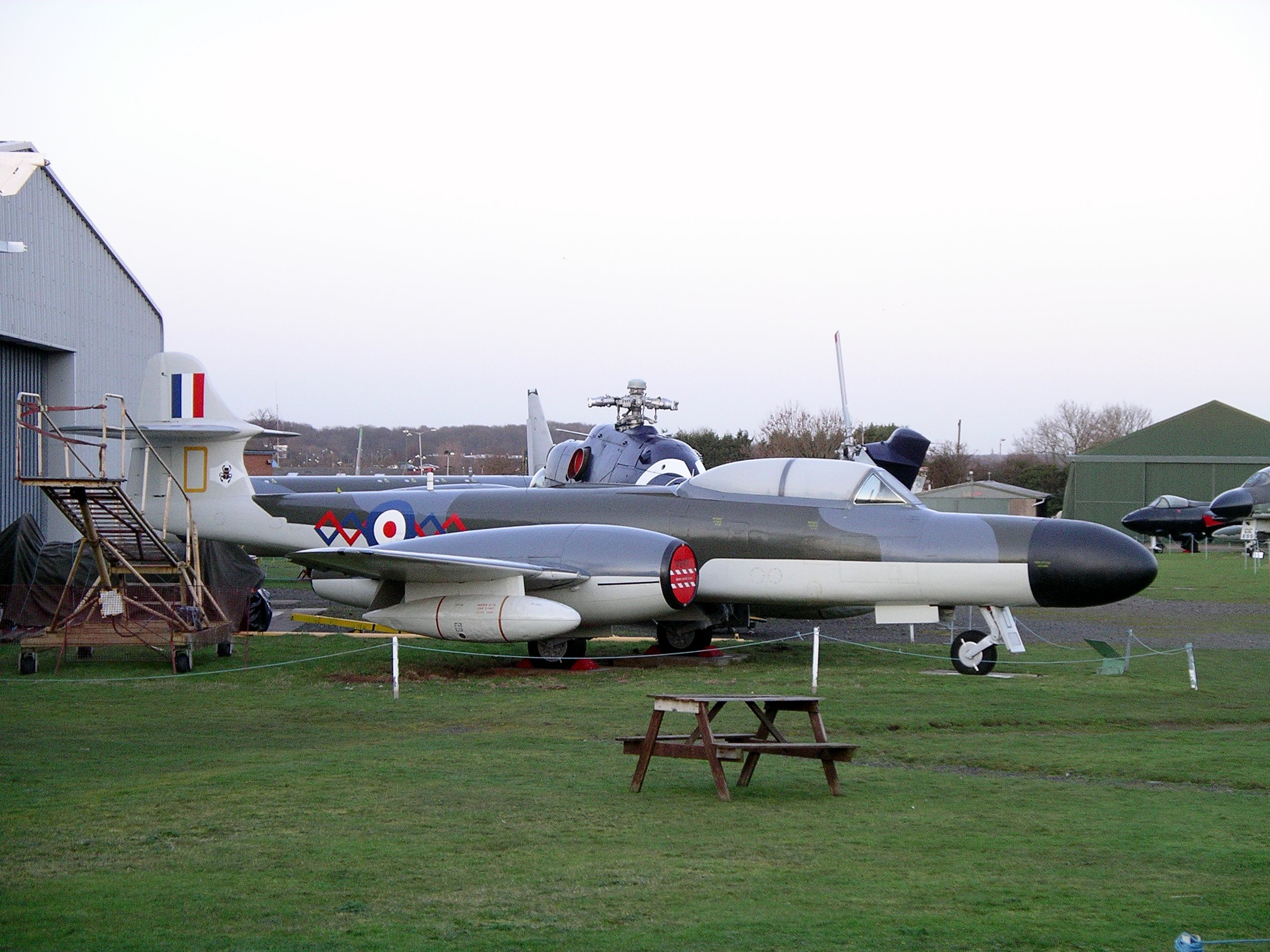
Gloster Meteor NF.14 (ex-série WS838, prêt du musée de l'US Air Force)
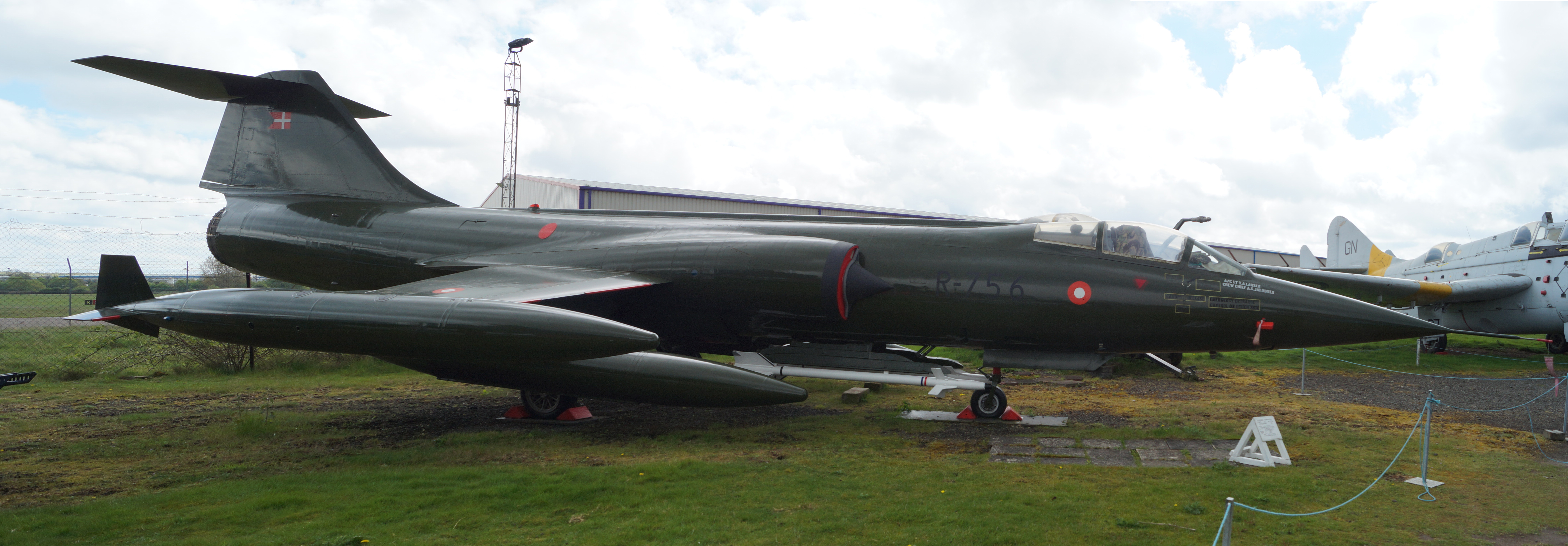
Lockheed F-104G Starfighter (ex-série R-756)
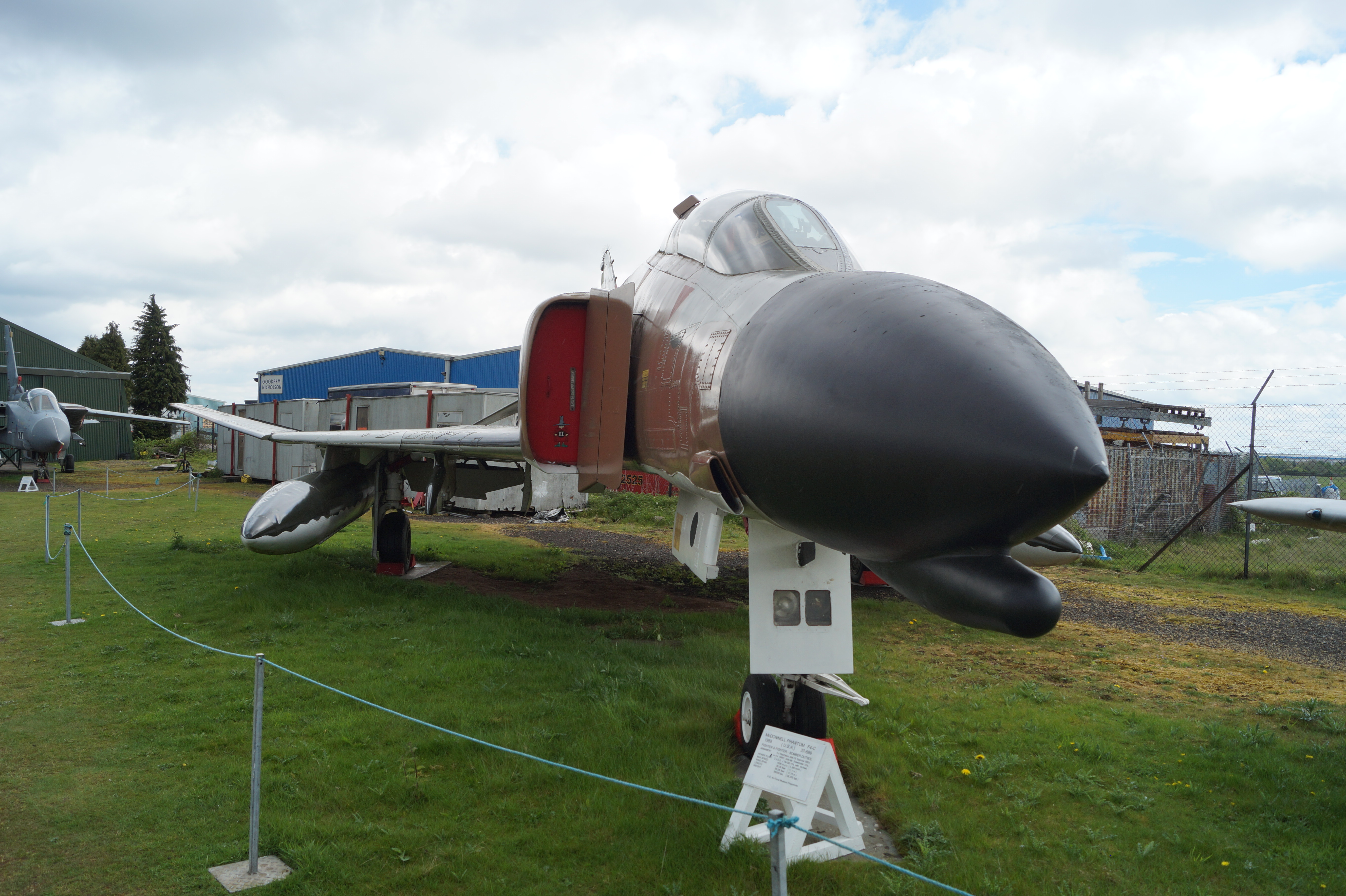
McDonnell F-4C Phantom II (ex-série 63-7699, prêt du musée de l'US Air Force)
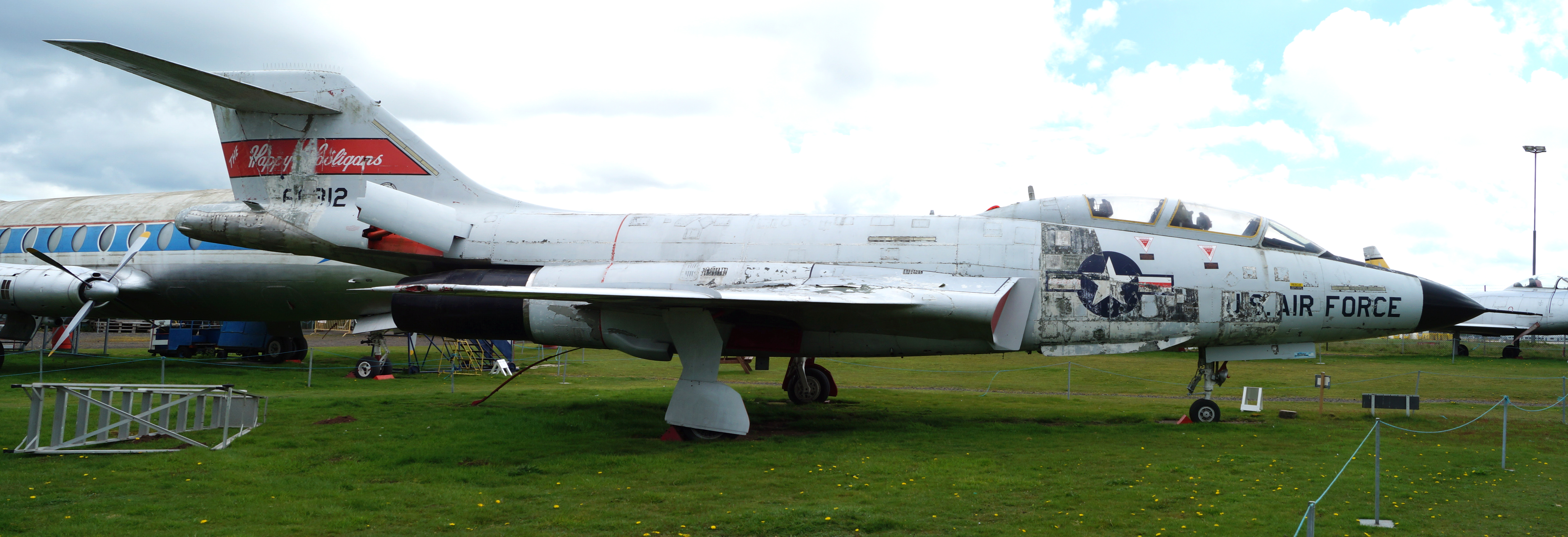
McDonnell F-101B Voodoo ex-série 56-0312

Le musée possède aussi un English Electric Canberra PR.3, deux English Electric Lightning (l’intercepteur le plus rapide de la RAF), deux Gloster Meteor (dont l'un prêté par le musée de la RAF), un Armstrong Whitworth Sea Hawk FGA.6, un hélicoptère Mil Mi-24 etc.
| Appareil                           | Civil registration/ n° de série Preservation Council (BAPC) Number | Notes |
| ---------------------------------- | ------------------------------------------------------------------ | --- |
| Argosy AW.650 (série 101)          | G-APRL                                                             | Fréquemment exposé |
| Armstrong Whitworth Meteor NF.14   | WS838                                                              | prêt du Royal Air Force Museum de Cosford |
| Armstrong Whitworth Sea Hawk FGA.6 | WV797                                                              | Appareil de la Royal Navy |
| Armstrong Whitworth Whitley        | N1498                                                              | Pièces diverses (sections du fuselage etc.) : uniques vestiges restants d'un Whitley                                                            |
| Avro Vulcan B.2                    | XL360                                                              | Royal Air Force |
| Beagle B.206                       | G-ASWJ                                                             | |
| Hawker Siddeley Buccaneer S.2B     | XX899                                                              | Section frontale, collection privée |
| Boulton Paul P.111A                | VT935                                                              | |
| Bristol Beaufighter                | Possibly T5298                                                     | Cockpit seul |
| British Aerospace Sea Harrier FA.2 | ZE694                                                              | Prêt de BAE Systems |
| CMC Leopard                        | G-BRNM                                                             | |
| Crossley Tom Thumb                 | BAPC.32                                                            | En cours de maintenance |
| Dassault Mystere IVA               | 70                                                                 | Ancien appareil de l'Armée de l'air française, prêt du Musée de l'USAF                                                                          |
| de Havilland Dove 2                | G-ALCU                                                             | Repeint en G-ALVD |
| de Havilland Sea Vixen FAW.2       | XJ579                                                              | Section antérieure |
| de Havilland Sea Vixen FAW.2       | XN685                                                              | |
| de Havilland Vampire F.1           | VF301                                                              | Le seul Mk.1 Vampire conservé au Royaume-Uni |
| de Havilland Vampire T.11          | XD626                                                              | En cours de maintenance |
| de Havilland Vampire T.11          | XE855                                                              | Fuselage dans le hangar Robin |
| de Havilland Canada U-6A Beaver    | 58-1062                                                            | |
| Druine D.31 Turbulent              | BAPC.126                                                           | |
| English Electric Canberra PR.3     | WF922                                                              | Cockpit uniquement |
| English Electric Canberra T.17A    | WH646                                                              | Section frontale |
| BAC Lightning F.6                  | XR771                                                              | |
| English Electric Lightning T.55    | 55-713                                                             | |
| Fairey Gannet T.2                  | XA508                                                              | Prêt du Fleet Air Arm Museum; seul Mk.2 Gannet restant                                                                                          |
| Fairey Ultra Light                 | G-APJJ                                                             | |
| Flettner Fl 282V-10                | 28368                                                              | Partiel ; ossature avec tête de l'arbre moteur et hélices                                                                                       |
| Folland Gnat F.1                   | XK741                                                              | Repeint GN-101 aux couleurs de l'Armée de l'air finlandaise ; fuselage seul (des maquettes des ailes sont en cours de fabrication).             |
| Gloster Javelin FAW.5              | XA699                                                              | Royal Air Force |
| Gloster Meteor F.4                 | EE531                                                              | Le deuxième plus vieux Meteor restant. |
| Gloster Meteor F.8                 | VZ477                                                              | Section avant de l'appareil |
| Hawker Hunter F.6A                 | XF382                                                              | Royal Air Force, prêt du musée de l'USAF |
| Hawker Siddeley 125 series 1       | G-ARYB                                                             | Fuselage et console d'aile ; premier banc d'essai                                                                                               |
| Humber Monoplane                   | BAPC.9                                                             | Reconstitution |
| Kaman HH-43B Huskie                | 62-4535                                                            | United States Air Force, en cours de restauration, l'un des deux au Royaume-Uni                                                                 |
| Lockheed T-33A                     | 51-4419                                                            | Ancien appareil de l'Armée de l'air française, repeint en T-33 de l'US Air Force, prêt du musée de l'USAF                                       |
| Lockheed T-33A                     | Unmarked                                                           | Ancien appareil de l'Armée de l'air française,17473 painted to represent a CT-133 of the Royal Canadian Air Force, on loan from the USAF Museum |
| Lockheed F-104G Starfighter        | R-756 danois                                                       | (prêt du musée de l'USAF) |
| McDonnell F-101B Voodoo            | 56-0312                                                            | (prêt du musée de l'USAF) |
| McDonnell F-101B Voodoo            | 57-0270                                                            | utilisé par les équipes de secours de l'aéroport (nez de l'appareil ; prêt du musée de l'USAF ; non visible)                                    |
| McDonnell F-4C Phantom II          | 63-7414                                                            | (prêt du musée de l'USAF) ; vampirisé pour réparation diverses                                                                                  |
| McDonnell F-4C Phantom II          | 63-7699                                                            | (prêt du musée de l'USAF) |
| « Pou-du-ciel »                    | G-AEGV                                                             | |
| Mil Mi-24                          | Red 06                                                             | |
| Mikoyan-Gourevitch MiG-21 SPS      | 959                                                                | Un Mig 21 de l'Armée de l'air est-allemande |
| North American F-86A Sabre         | 48-0242                                                            | F-86A Sabre de l'USAF, prêt de l'Imperial War Museum (Duxford)                                                                                  |
| North American F-100D Super Sabre  | 54-1174                                                            | Ancien appareil de l'Armée de l'air française, repeint aux couleurs de l'United States Air Force F-100 (prêt du musée de l'USAF)                |
| Parnall Pixie IIIa                 | G-EBJG                                                             | En maintenance |
| Panavia Tornado GR.4               | ZA452                                                              | Royal Air Force |
| Percival Prentice T.1              | VS623                                                              | Royal Air Force |
| PZL TS-11 Iskra                    | 1H0408                                                             | Flocage 1706 de l'Armée de l'air polonaise |
| SAAB J29F Tunnan                   | 29640                                                              | Swedish Air Force, only example in the UK |
| Slingsby Cadet TX.1                | BGA.804                                                            | En maintenance |
| Sopwith Pup                        | BAPC.179                                                           | Réplique, avec n°A7317 |
| Vickers Viscount 708               | F-BGNR                                                             | flocage Air Inter, racheté par le musée de l'Air des Midlands.                                                                                  |
| Westland Whirlwind Series 3        | G-APWN                                                             | Marquage Bristow |
| Westland Whirlwind HAS.7           | XK907                                                              | Conservé dans les entrepôts - vestiges du nez de l'appareil                                                                                     |
| Wheeler Slymph                     | G-ABOI                                                             | En maintenance |

## Moteurs exposés
Le Midland Air Museum possède plusieurs moteurs d'avion et consacre une salle à l'oeuvre de Frank Whittle, pionnier de la propulsion par réaction.

### Moteurs à explosion
- Alvis Leonides
- Bentley BR1
- Rolls-Royce Griffon

### Turboréacteurs
- Armstrong Siddeley Mamba
- Armstrong Siddeley Double Mamba
- Armstrong Siddeley Sapphire
- Armstrong Siddeley Viper
- de Havilland Ghost (Svenska Flygmotor RM2)
- Bristol Siddeley Orpheus
- Rolls-Royce Avon
- Rolls-Royce Derwent
- Rolls-Royce Gem
- Rolls-Royce Spey
- Rover W2B/26

### Fusées
- Bristol Siddeley BS.605
- Armstrong Siddeley Stentor

## Voir également
- Liste des musées aéronautiques

- (en) Cet article est partiellement ou en totalité issu de l’article de Wikipédia en anglais intitulé « Midland Air Museum » (voir la liste des auteurs).